# Skratthammartjärnen
Skratthammartjärnen är en sjö i Älvdalens kommun i Dalarna och ingår i Dalälvens huvudavrinningsområde. Sjön har en area på 0,0741 kvadratkilometer och ligger 552,9 meter över havet.

## Delavrinningsområde
Skratthammartjärnen ingår i det delavrinningsområde (686443-133296) som SMHI kallar för Ovan VDRID = Fämtan i Dalälvens vattendragsyta. Medelhöjden är 551 meter över havet och ytan är 34,58 kvadratkilometer. Räknas de 120 avrinningsområdena uppströms in blir den ackumulerade arean 1 119,47 kvadratkilometer. Avrinningsområdets utflöde Dalälven (Österdalälven) mynnar i havet. Avrinningsområdet består mestadels av skog (88 procent). Avrinningsområdet har 0,78 kvadratkilometer vattenytor vilket ger det en sjöprocent på 2,3 procent.